# Samir Flores Soberanes
Samir Flores Soberanes (Amilcingo, Temoac, Morelos; 2 de agosto de 1982-Amilcingo, 20 de febrero de 2019) fue un campesino, comunicador y activista mexicano de etnia indígena náhuatl.
Fue integrante de la Asamblea Permanente de los Pueblos de Morelos, miembro del Congreso Nacional Indígena y fundador de la estación comunitaria Radio Amiltzinko. Antes de ser asesinado, sus últimas actividades sociales fueron oponerse al Proyecto Integral Morelos y a la operación de la termoeléctrica Central de Ciclo Combinado de Huexca, población en el municipio de Yecapixtla.

## Biografía
Flores fue un campesino indígena de Amilcingo, en el municipio de Temoac, también hablante de la lengua náhuatl. Participó como comunicador en la Radio Amiltzinko, una radio comunitaria en esa comunidad que funcionaba desde 2016. 

Con Liliana, su esposa, tuvo tres hijas y un hijo. Coleccionaba semillas del maíz que cosechaba, particularmente las de colores raros y particulares, entre ellas la azul, blanca, morada, roja. 

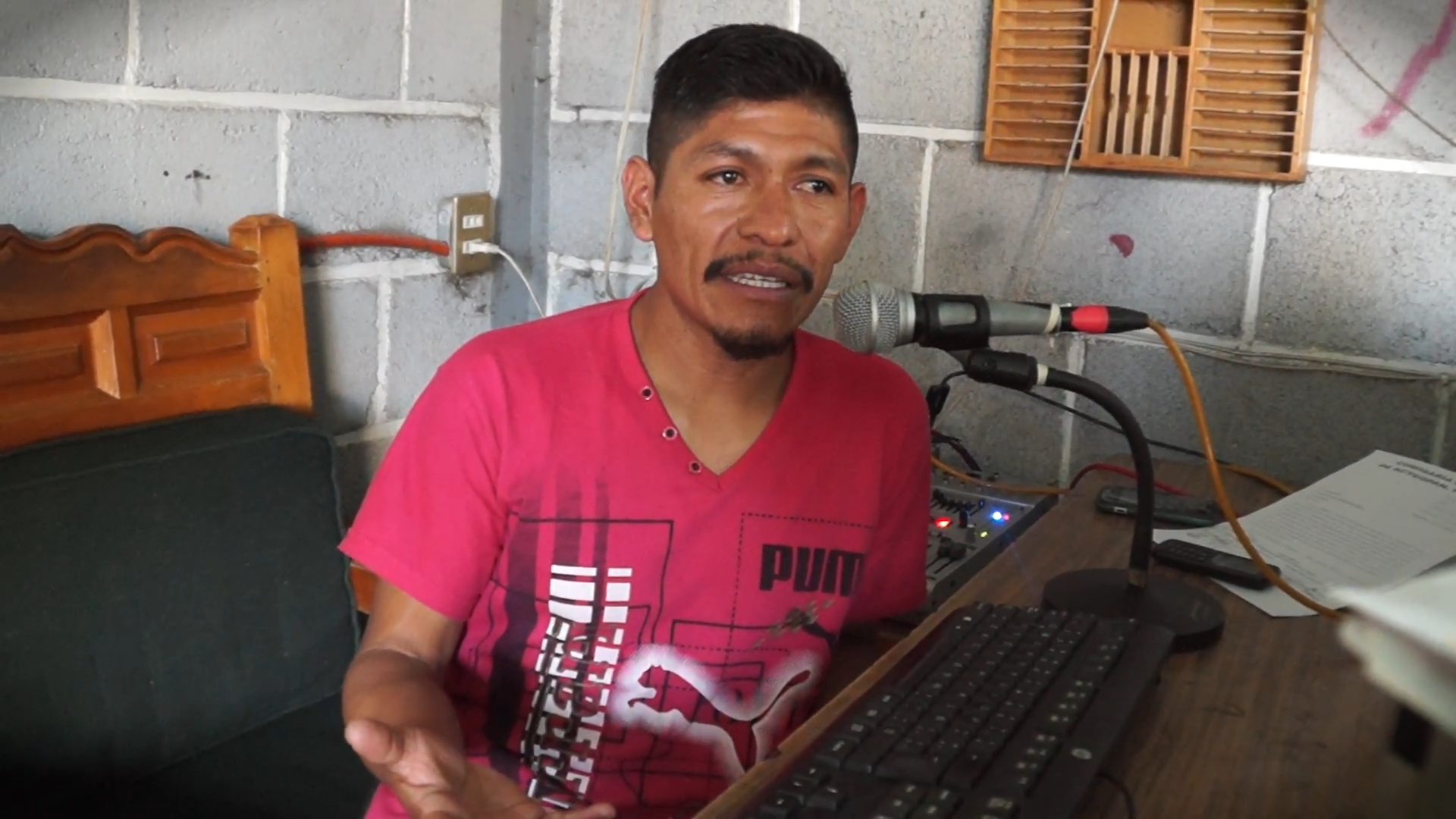
Samir Flores en la radio Comunitaria Amiltzinko.

### Activismo
Fue un defensor de las tierras comunales de Amilcingo, así como de los recursos naturales comunales. Peleó por evitar la privatización de una zona con ahuehuetes, logrando junto a su comunidad que permaneciera como un territorio comunitario.
Como activista integró la Asamblea Permanente de los Pueblos de Morelos, oponiéndose a las construcciones establecidas por el Plan Integral de Morelos y los últimos meses de su vida los dedicó a la lucha contra la operación de una termoeléctrica en la población de Huexca.
En 2011, Samir se enteró del proyecto del gasoducto que se iba a instalar en Amilcingo. Los pobladores vieron llegar personas en camionetas sin razón social, quienes comenzaron a trabajar en la construcción de una termoeléctrica. Sin embargo, el gobierno no comunicó a los pobladores en qué consistía el proyecto.
El martes 19 de febrero de 2019, Samir acudió a una asamblea informativa en la población de Jonacatepec sobre los proyectos a los cuales se oponía, encabezada por Hugo Eric Flores, delegado del gobierno federal para el estado de Morelos, en la que Flores Soberanes habría confrontado verbalmente al representante gubernamental.

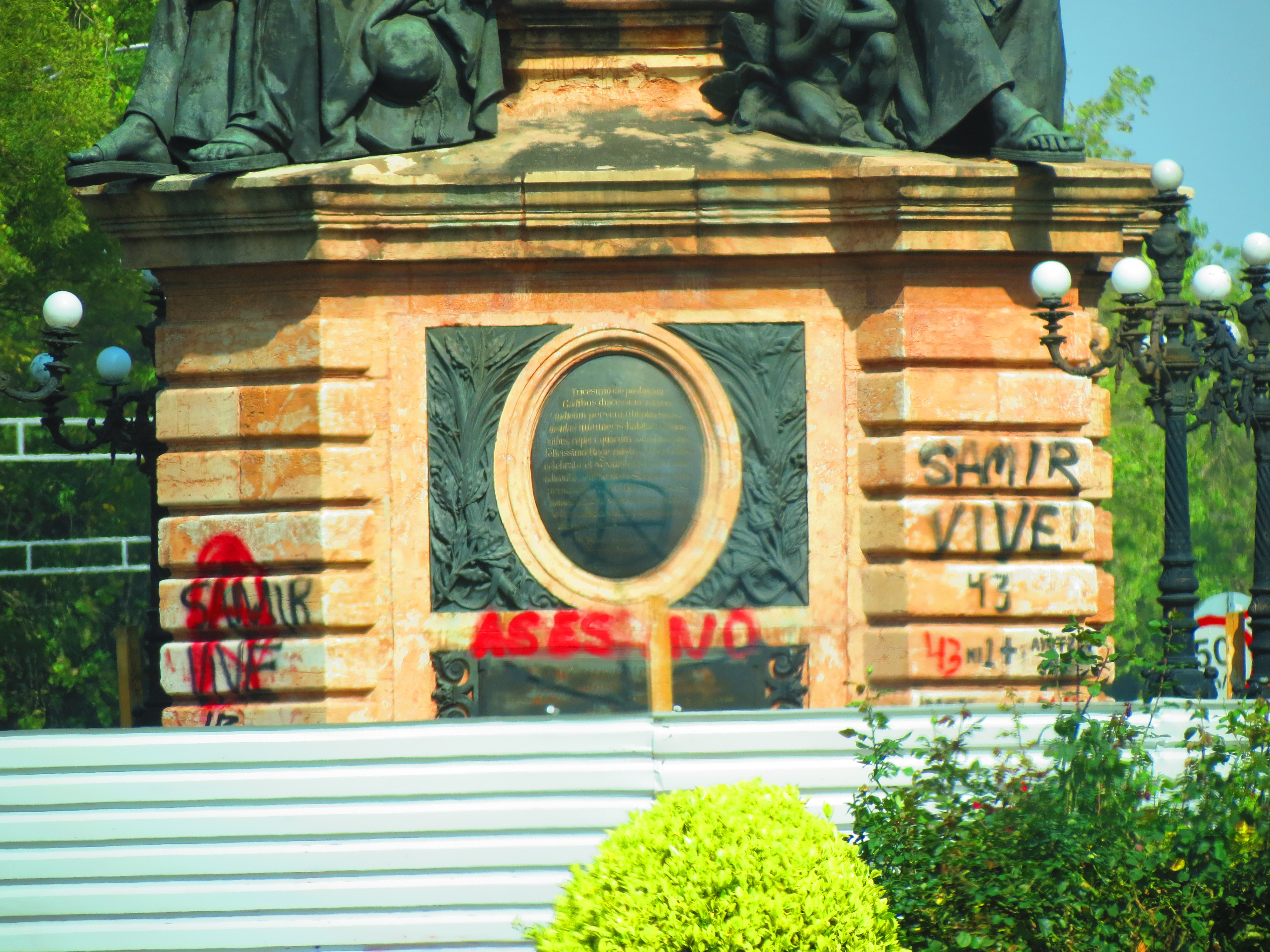
Base del Monumento a Colón, en el Paseo de la Reforma, con la pinta "Samir Vive", realizado durante una protesta.

## Asesinato
El 20 de febrero de 2019, aproximadamente a las 5:30 de la mañana, tres sujetos asesinaron a Samir Flores frente a su casa, desconociéndose el paradero de los responsables.

### Reacciones

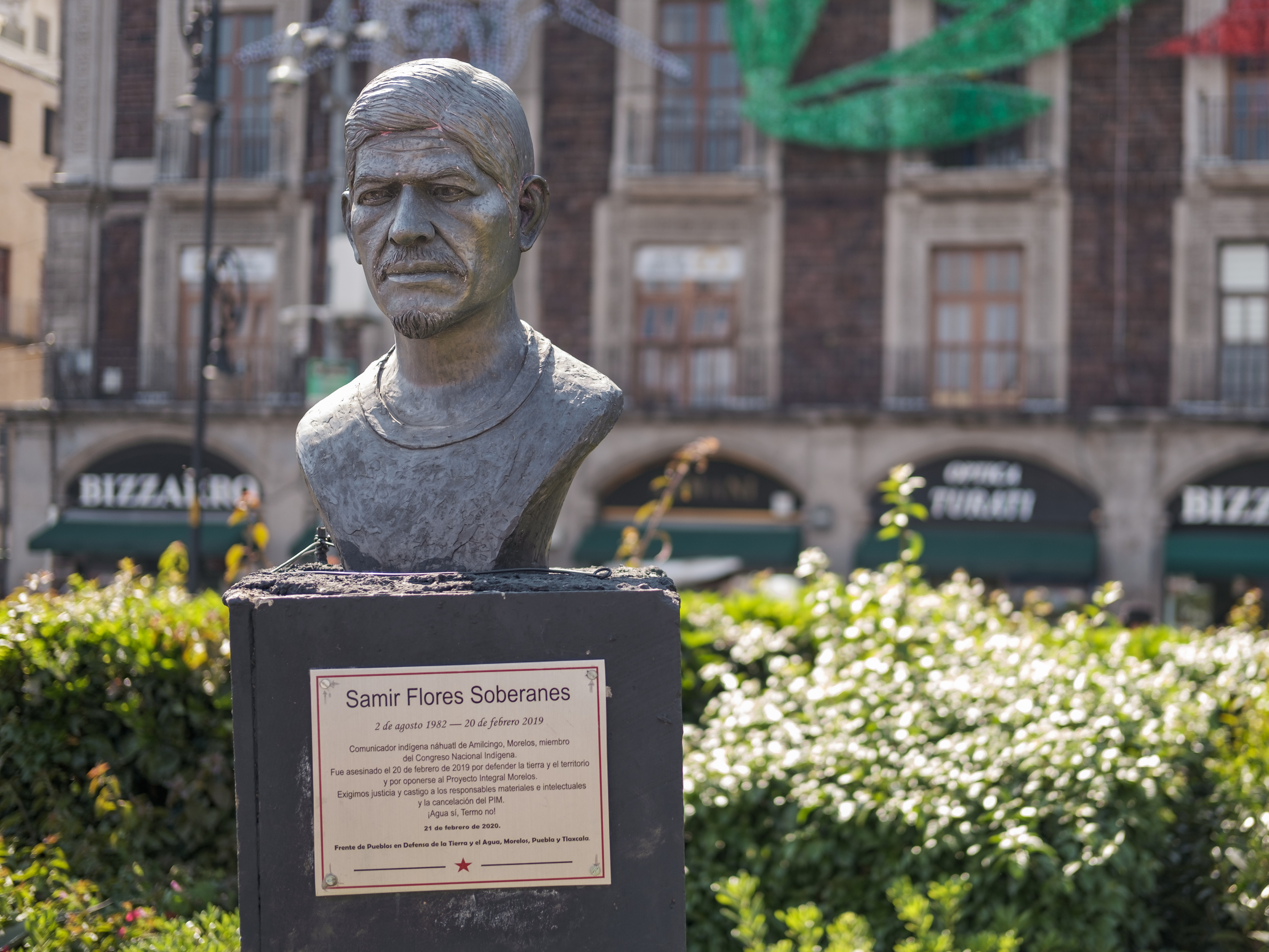
Antimonumento a Samir Flores Soberanes en el Zócalo de la Ciudad de México.

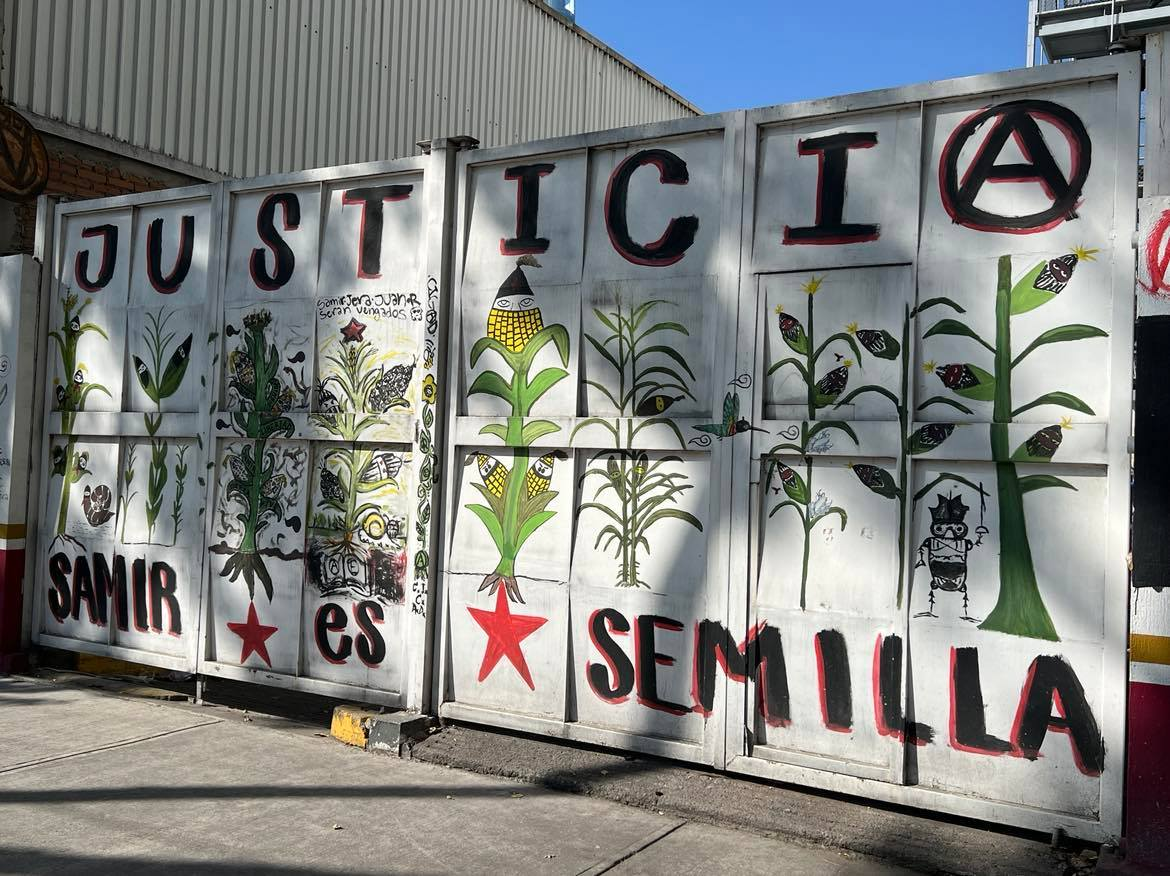
Mural a lado del edificio del Instituto Nacional de los Pueblos Indígenas con la frase Justicia Samir es Semilla en su memoria

- 5 horas después del asesinato, la Fiscalía de Morelos señaló que el crimen no estaba relacionado con el trabajo de activismo de Samir, sino con el crimen organizado.[8] Sin embargo, el 26 de febrero reconoció haber extraviado la prueba que orientó la investigación sobre esta pista.[9]
- El presidente Andrés Manuel López Obrador condenó el homicidio y llamó a castigar a los responsables.
- La Comisión Nacional de los Derechos Humanos demandó a las autoridades a hacer justicia en el caso y exigió medidas cautelares de protección a la familia de Flores.[10]
- El Congreso Nacional Indígena lanzó un comunicado en el que responsabilizaban «al mal gobierno y sus patrones» por el asesinato de Samir Flores.[3]
- El Frente de Pueblos en Defensa de la Tierra y Agua en Morelos, Puebla, Tlaxcala lanzó una convocatoria para protestar por el asesinato de Samir y exigir la cancelación de la termoeléctrica de Huexca, el 3 de marzo de 2019.[11]
- La Fiscalía General del Estado de Morelos señaló el 28 de febrero que había seis líneas de investigación abiertas sobre el asesinato de Samir.[12]
- El 20 de febrero de 2020, fue colocado como antimonumento en Amilcingo, Estado de Morelos un busto de Samir;[13] y otro más en el zócalo de la Ciudad de México.[14]

### Investigación
Se identificaron a tres posibles responsables en el asesinato de Samir Flores. En octubre de 2021, Javier "N" fue detenido en Cuautla, Morelos, por su probable participación. A su vez la Fiscalía General de Morelos, encabezada por Uriel Carmona, informó que se estaban trabajando en cumplimentar las órdenes de aprehensión de los otros participantes.